# Ludwig von Borstell

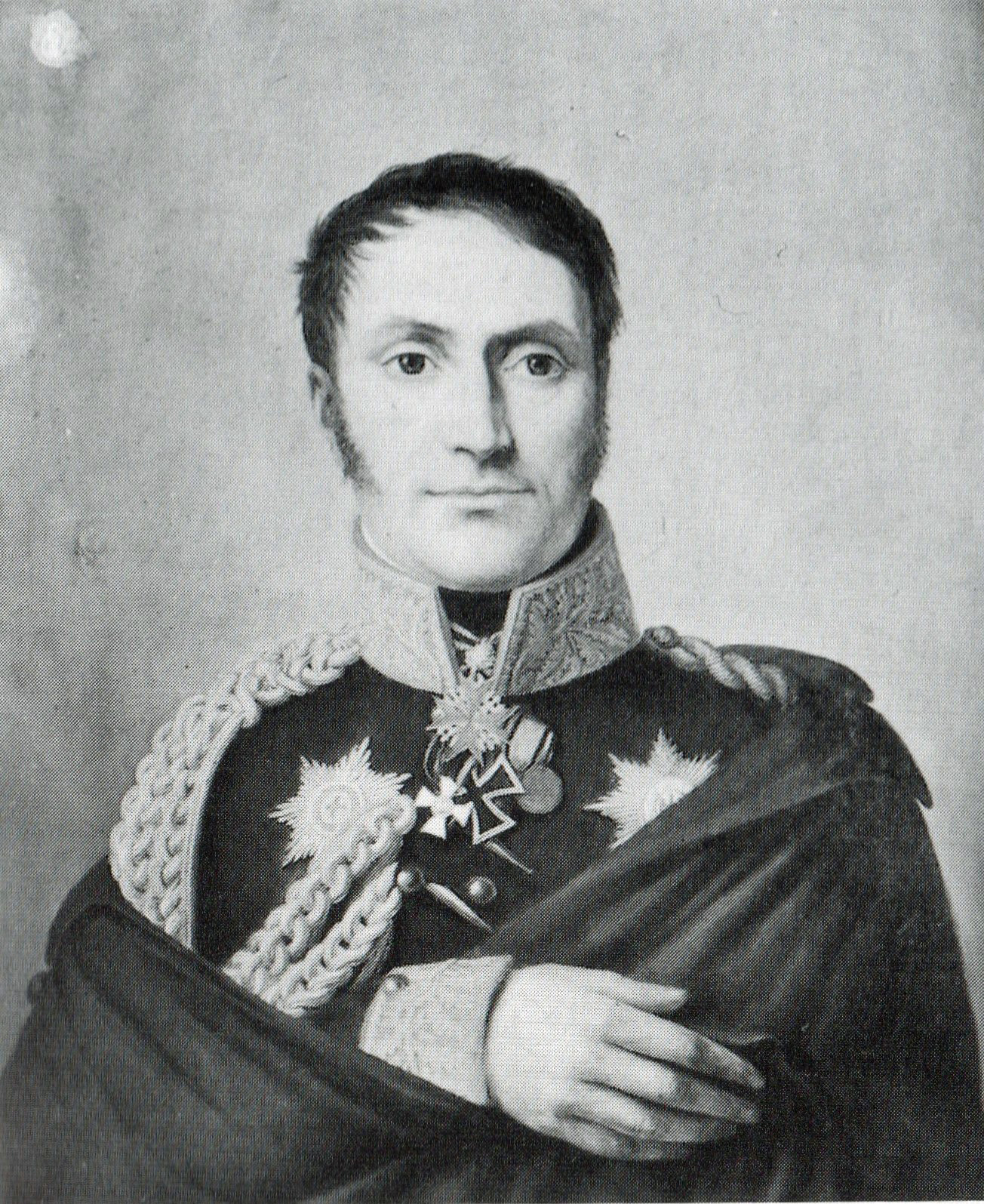
Ludwig von Borstell, preußischer General der Kavallerie

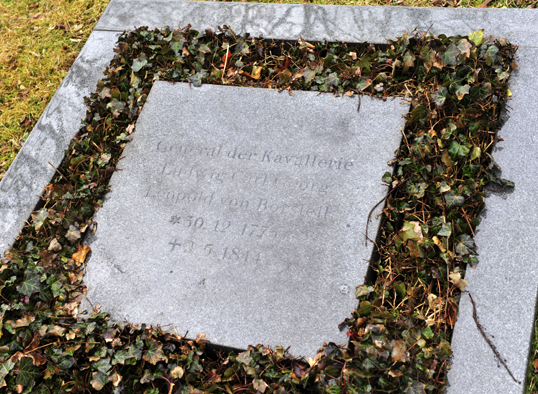
Gedenkplatte Ludwig Carl Georg Leopold von Borstel auf dem Alten Garnisonsfriedhof in Berlin-Mitte

Karl Leopold Heinrich Ludwig von Borstell (* 30. Dezember 1773 in Tangermünde; † 9. Mai 1844 in Berlin) war ein preußischer General der Kavallerie und Mitglied des Preußischen Staatsrates.

## Leben

### Herkunft
Ludwig war der dritte von vier Söhnen des preußischen Generals Hans Friedrich Heinrich von Borstell (1730–1804) und der Charlotte von Ingersleben (1749–1815), Tochter des preußischen Generals Johann Ludwig von Ingersleben (1703–1757).

### Militärkarriere
1788 trat Borstell in das Kürassierregiment „von Ilow“ Nr. 7 der Preußischen Armee ein und wurde später Adjutant seines Vaters, der zu dieser Zeit Generalmajor und Chef des Kürassierregiments war. 1793 nahm er am Feldzug in der Pfalz teil und tat sich dort besonders in der Schlacht bei Pirmasens und bei Kaiserslautern hervor. Am 11. Dezember 1793 verlieh ihm, dem damaligen Sekondeleutnant, deshalb König Friedrich Wilhelm II. von Preußen den Orden Pour le Mérite. In Pirmasens fiel sein älterer Bruder Hans Friedrich Georg Ludwig Wilhelm von Borstell (1770–1793), dessen Grabstein auf dem dortigen Alten Friedhof erhalten ist. Ludwig von Borstell war Mitglied der Militärischen Gesellschaft.
Als Major der Garde du Corps hielt er 1806 auf dem Rückzug von Jena den nachdrängenden Ney auf geschickte Weise zurück und schlug sich dann zu Blücher durch.
Nach dem Friedensschluss von Tilsit 1807 wurde er Mitglied in der für die Reorganisation des Heers niedergesetzten Kommission. Borstell wurde 1809 zum Oberst befördert und 1811 Kommandeur der pommerschen Brigade. Eifrig und energisch trat er im Februar 1813 eigenmächtig den Vormarsch nach der Oder an. Er kommandierte als Generalmajor unter Bülow und nahm an dem Treffen bei Möckern (5. April) ruhmvollen Anteil. Borstell entschied auch durch sein rechtzeitiges Eingreifen die Siege von Großbeeren und Dennewitz, wofür er das Eiserne Kreuz I. Klasse erhielt. Außerdem verlieh ihm der König am 21. Oktober 1813 das Eichenlaub zum Pour le Mérite.
Nach der Völkerschlacht bei Leipzig, wo er den Sturm auf die Grimmaische Vorstadt befehligte, zum Generalleutnant befördert, blockierte er Wesel und rückte Anfang 1814 in Belgien ein. Hier wirkte er wesentlich zum günstigen Ausgang des Gefechts bei Hoogstraten mit und deckte, nachdem er bei Courtrai mitgefochten hatte, die Belagerung von Antwerpen.
1815 erhielt er das Kommando des II. preußischen Korps der Armee vom Niederrhein. Noch während er mit dessen Organisation beschäftigt war, rief der Befehl, die sächsischen Truppen gemäß der Teilung Sachsens zu trennen, den Aufstand der Mannschaften dreier sächsischer Bataillone in Lüttich hervor. Blücher befahl, die Fahne des aufständischen Regiments verbrennen und sieben Rädelsführer erschießen zu lassen. Borstell hatte aber eigenmächtig versprochen, die Fahne nicht zu verbrennen, und erklärte, Blüchers Order nicht befolgen zu können. Er wurde daher von Blücher am 8. Mai 1815 seines Kommandos enthoben und nach einem Kriegsgericht im November 1815 wegen Insubordination zu halbjähriger Festungsstrafe verurteilt, die er im Dezember 1815 antrat. Doch schon im Januar 1816 wurde er auf Bitte Blüchers von König Friedrich Wilhelm III. begnadigt und zum Kommandanten von Magdeburg ernannt. Im selben Jahr wurde er Kommandierender General des I. Armee-Korps in Königsberg. Am 18. Juni 1825 wurde er Kommandierender General des VIII. Armee-Korps in Koblenz sowie zum General der Kavallerie befördert. Außerdem ernannt ihn der König am 13. September 1825 zum Chef des 5. Kürassierregiments.
Am 9. Mai 1840 wurde Borstell zur Disposition gestellt und zum Mitglied des Staatsrates ernannt. Ab 4. November 1840 war er zudem auch Präses der General-Ordens-Kommission. Er verstarb am 9. Mai 1844 in Berlin und wurde vier Tage später auf dem Alten Garnisonfriedhof beigesetzt. Sein Grab ist nicht mehr erhalten. Seine Grabplatte ist als Ehrengrab der Stadt Berlin gewidmet.

### Familie
Borstell hatte im Kantonierungsquartier Lahde am 17. September 1797 Albertine Wilhelmine Luise Amalia von Voß aus dem Hause Vielbaum (* 3. Mai 1777 in Berlin † 2. September 1842 ebenda) geheiratet. Sie war die Tochter des Rittergutsbesitzer und Landesdirektor der Altmark Arnold von Voß. Die Ehe blieb kinderlos.

### Ehrungen
Für seine Verdienste in Armee und Staatsdienst erhielt Borstell zahlreiche Orden und Ehrenzeichen. So war er Ritter des Schwarzen Adlerordens, des Seraphinenordens, Inhaber des Großkreuzes des Guelphen-Ordens sowie des Ordens vom Zähriger Löwen. Kurz vor seinem Tod, am 6. September 1843, dem 30. Jahrestag der Schlacht bei Dennewitz, wurde ihm von den Berliner Kommunalbehörden die Ehrenbürgerwürde der preußischen Hauptstadt verliehen.
Nach ihm wurde die Borstellstraße im Berliner Stadtteil Steglitz benannt.